# 21679 Bettypalermiti
21679 Bettypalermiti (1999 RD28) là một tiểu hành tinh vành đai chính được phát hiện ngày 8 tháng 9 năm 1999 bởi C. W. Juels ở Fountain Hills.